# Chiesa di San Giovanni Battista (Faido)
La chiesa parrocchiale di San Giovanni Battista decollato è un edificio religioso che si trova ad Anzonico, frazione di Faido in Canton Ticino.

## Storia
Sul sito ove sorge questa struttura esisteva già una chiesa, costruita nel 1404, ma il 19 gennaio 1667 una valanga ne causa la distruzione rendendo necessaria l'edificazione di un nuovo edificio. I lavori si conclusero nel 1670, la chiesa è poi stata sottoposta a restauri nel 1945 - 1946.

## Interno
L'edificio si presenta ad una navata terminante con un coro quadrangolare e coperta da un soffitto a capriate; sulle pareti è presente un ciclo di affreschi rappresentanti Scene della vita di San Giovanni Battista, opera di Stefano e Tommaso Calgari di Osco, risalenti alla seconda metà del XIX secolo.
Sul lato meridionale trova posto un altare del 1791, epoca a cui risalgono anche una serie di mobili conservati all'interno della chiesa.